# Papiernia (obwód grodzieński)
Papiernia (biał. Паперня; ros. Паперня) – wieś na Białorusi, w rejonie lidzkim obwodu grodzieńskiego, około 23 km na południowy zachód od Lidy.

## Historia
Majątek ten w Słowniku geograficznym Królestwa Polskiego przypisany jest w XVIII wieku rodzinie Wiśniowieckich, od których później miał być kupiony przez Kostrowickich, możliwe jest jednak, że Kostrowiccy władali tymi dobrami już od połowy XVIII wieku. Pierwszym znanym właścicielem Papierni z tej rodziny był Samuel Kostrowicki (~1730–?), pisarz grodzki, a w 1765 roku łowczy lidzki, żonaty z Barbarą Sieklucką (~1730–1786). Ich spadkobiercą był ich syn Ignacy Kostrowicki, generał adiutant królewski, uczestnik kampanii napoleońskiej. Po nim dziedzicem Papierni był jego syn Samuel Kostrowicki (1788–1859). Otrzymał on od swej żony, Anny Zalewskiej (1787–?) w posagu stadninę koni czystej krwi arabskiej, dla których wybudował w Papierni klasycystyczny budynek stajni, ozdobiony kolumnowym portykiem, w tym samym stylu, co zbudowany nieco wcześniej dom mieszkalny. Kolejnym właścicielem majątku był ich syn, Lucjan Kostrowicki (1816–1867), który około 1860 roku sprzedał go Śliźniowi o nieznanym imieniu. Ten wkrótce, rzekomo zagrożony konfiskatą w związku z powstaniem styczniowym, zbył go Rosjaninowi Pietuchowowi, a jego potomkowie sprzedali Papiernię niejakiemu Klimowiczowi, również prawosławnemu. Obie te rodziny dewastowały majątek, rozsprzedając go i wycinając park na sprzedaż drewna.
Po III rozbiorze Polski w 1795 roku Papiernia, wcześniej należąca do powiatu lidzkiego województwa wileńskiego Rzeczypospolitej, znalazła się na terenie ujezdu lidzkiego kolejno guberni słonimskiej (do 1797 roku), później litewskiej (1797–1801), grodzieńskiej (1801–1843) i wreszcie wileńskiej (od 1843 roku) Imperium Rosyjskiego. Po ustabilizowaniu się granicy polsko-radzieckiej w 1921 roku Papiernia wróciła do Polski, znalazła się w gminie Myto (od 1927 roku gmina ta nazywała się Wawiórka) w powiecie lidzkim województwa nowogródzkiego. Od 1945 roku – w ZSRR, od 1991 roku – na terenie Republiki Białorusi.
W 1885 roku mieszkało tu 285 osób wyznania katolickiego i 21 żydowskiego. W 1921 roku we wsi mieszkało 426 osób (wszyscy katolicy), a w folwarku – 47 osób, w tym 15 wyznania prawosławnego. W 2009 roku mieszkało tu 216 osób.

## Nieistniejący pałac
Ponoć w XVIII wieku stał tu zameczek, który pod koniec tego wieku został przerobiony lub zastąpiony przez nowy pałac, który stał tu do dewastacji przez Rosjan na początku XX wieku. Był to budynek o planie prostokąta, trzynastoosiowy, wzniesiony na wysokich, mieszkalnych suterenach. W trzyosiowej części centralnej był piętrowy, z parterowymi skrzydłami. Przed częścią dwukondygnacyjną był portyk o czterech jońskich kolumnach wspierających trójkątny fronton. Nad głównymi drzwiami wejściowymi był mały balkon. W dachu były koliste lukarny, po trzy w każdym skrzydle. Fasada ogrodowa była analogiczna, jednak zamiast portyku był trójścienny ryzalit, przed którym rozciągał się taras. 
Park krajobrazowy zajmował ponoć kilkadziesiąt hektarów i był cały ogrodzony murem z ażurowej cegły oraz murowanych i otynkowanych słupów. Do bramy wjazdowej prowadziła aleja obsadzona starymi klonami i kilkoma innymi drzewami. Od bramy do jednego z narożników pałacu wiódł szpaler grabowy o długości 500 m. Taki sam szpaler prowadził z drugiego narożnika do stajni koni arabskich. Przed pałacem, między bramą wjazdową a stajnią rozciągał się olbrzymi, kilkuhektarowy trawnik, łagodnie obniżający się do wielkiego stawu o powierzchni 30–40 hektarów, spiętrzonego na rzeczce Wawiórka. Nad stawem stał duży, murowany młyn wodny, który ponoć niegdyś napędzał stojącą tu również fabrykę papieru, od której miejscowość wzięła nazwę.
Właściwy park ciągnął się po tylnej stronie pałacu. Do początku XX wieku rosły tu stare dęby, jesiony, lipy, świerki i sosny.
Majątek Papiernia został opisany w 4. tomie Dziejów rezydencji na dawnych kresach Rzeczypospolitej Romana Aftanazego.